# King Lui
King Lui est un jeu de société créé par Alan R. Moon et Aaron Weissblum.

## Description
Le jeu est constitué de 110 cartes représentant différents mets disponibles à la table du roi : pain, viande, fruits, fromage... À chaque tour des cartes sont retournées et les joueurs peuvent prendre toutes les cartes disponibles d'un seul mets (par exemple toutes les cartes pain). Les cartes non prises restent à la table du roi.
À la fin du jeu, les joueurs marquent d'autant plus de points qu'ils ont de cartes de chaque mets. Mais s'ils ont plus que le roi, ils ne marquent aucun point pour ce mets.